# Fluertshäuser Hof
Der Fluertshäuser Hof, auch Fluertshäuserhof geschrieben, ist ein Gutshof auf der Gemarkung von Kösingen, einem Stadtteil von Neresheim im Ostalbkreis in Baden-Württemberg.

## Lage

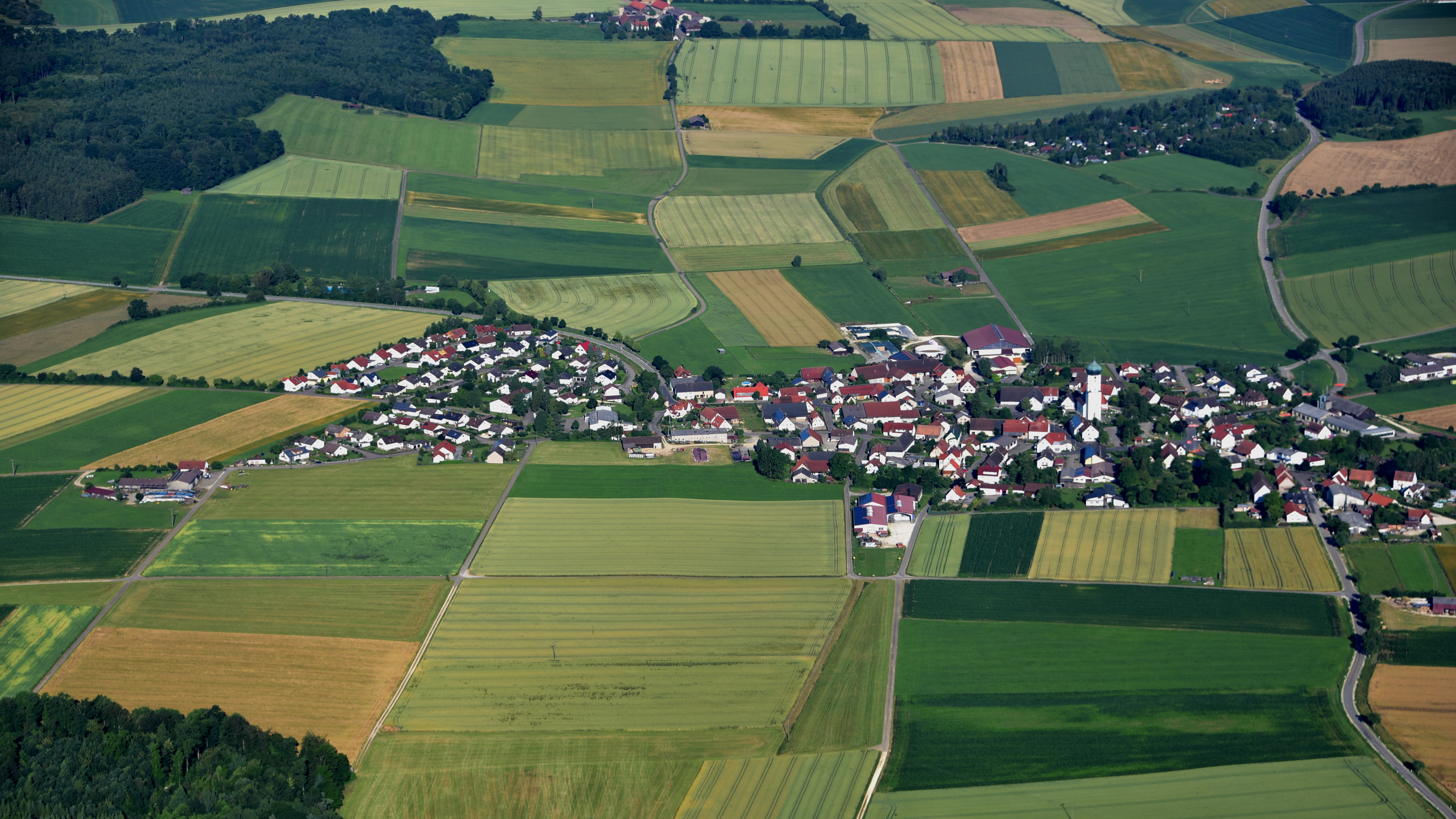
Kösingen, Luftaufnahme (2016), der Fluertshäuserhof ist oben in der Bildmitte zu sehen

Der Hof liegt auf dem Härtsfeld, einer Hochfläche im Osten der Schwäbischen Alb. Er liegt etwa eineinhalb Kilometer westlich von Kösingen und etwa dreieinhalb Kilometer östlich der Neresheimer Kernstadt.

## Geschichte

### Antike
Unweit westlich des Fluertshäuser Hofes verlief einst eine Römerstraße, die die römischen Niederlassungen in Oberdorf am Ipf (Opia) und Faimingen (Phoebiana) verband.

### Ab dem Mittelalter
Das Haupthaus wurde ursprünglich 1626 n. Chr. von Martin Eisenbart(h) von Katzenstein erbaut. Zur linken Hand des Gebäudes hängt eine steinerne Tafel mit der Aufschrift „Ehr sei Gott in der Höhe und Frid auf Erden den Menschen die eines gueden Wiles seint. Ano MDCXXVI Durch Martin Eisenbart dis Haus erbauet wardt.“ Das Gebäude wurde demnach im Jahr 1626 n. Chr. erbaut.

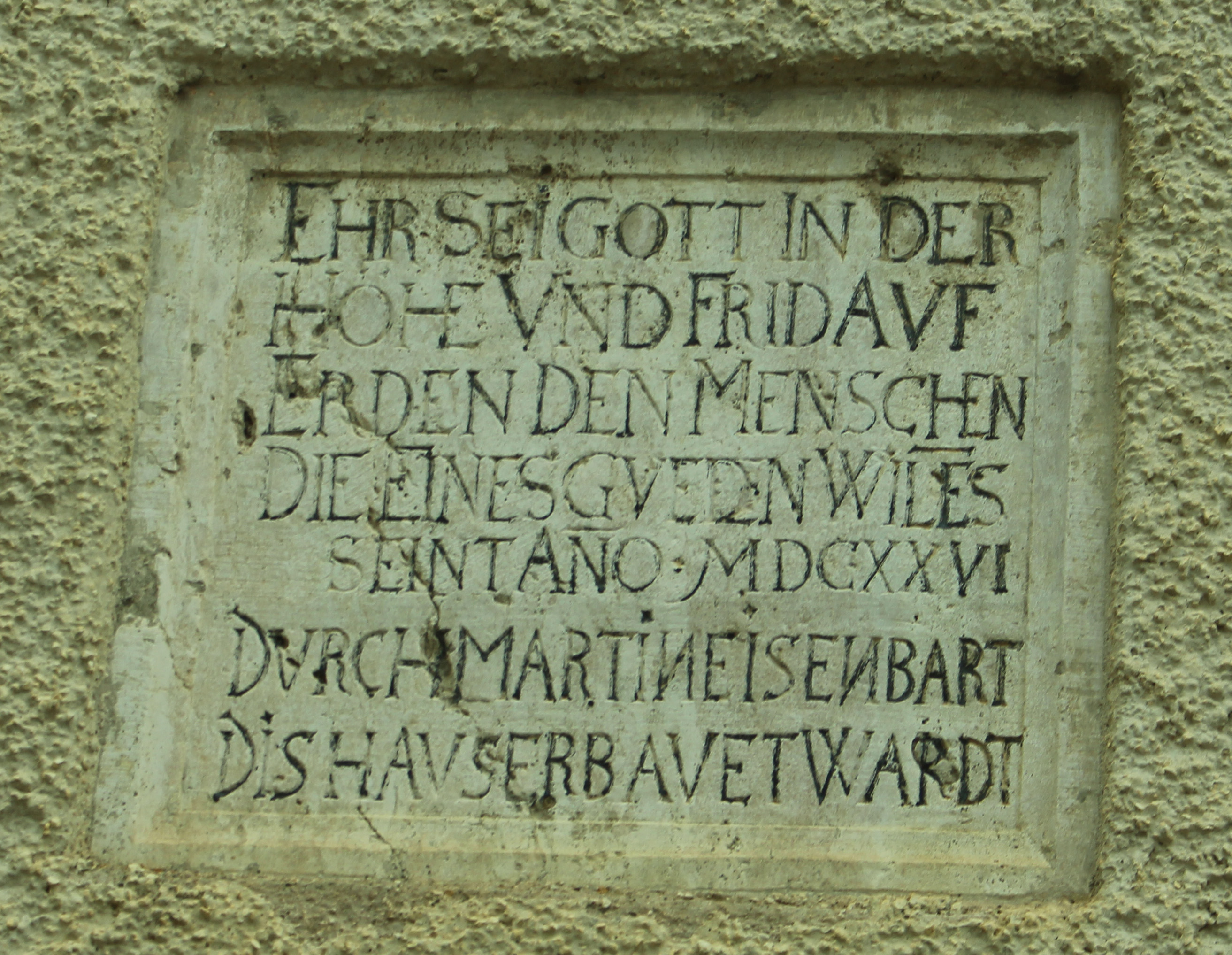
Die obere Tafel am Hauptgebäude des Fluertshäuser Hofes mit Spruch, Jahreszahl und Erbauer.

Darunter findet sich eine weitere steinerne Tafel mit der Aufschrift „Abgerissen März MCMLIII - Neu aufgebaut MCMLIII - LIV.“ Somit wurde das Haus in den Jahren 1953 bis 1954 komplett erneuert.

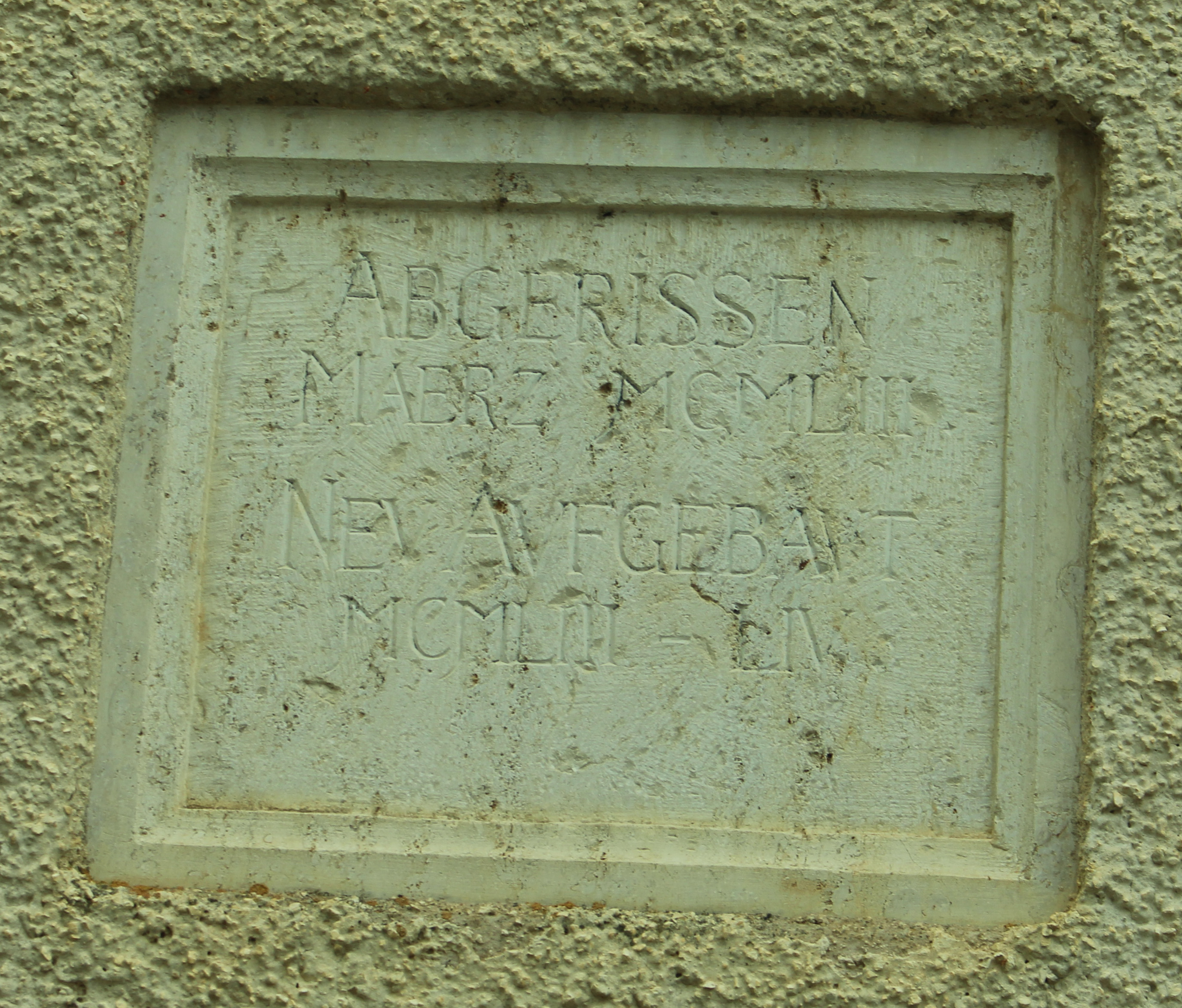
Die untere Tafel am Haupthaus des Fluertshäuser Hofes besagt, dass das Gebäude im Jahr 1953 abgerissen und anschließend gleich wieder neu aufgebaut wurde.

Das Eingangsportal des Fachwerkhauses ist mit einem bärtigen Mann (Zeichen der Eisenbart(h)) gekennzeichnet, welches vermutlich bereits am ursprünglichen Haus angebracht war.

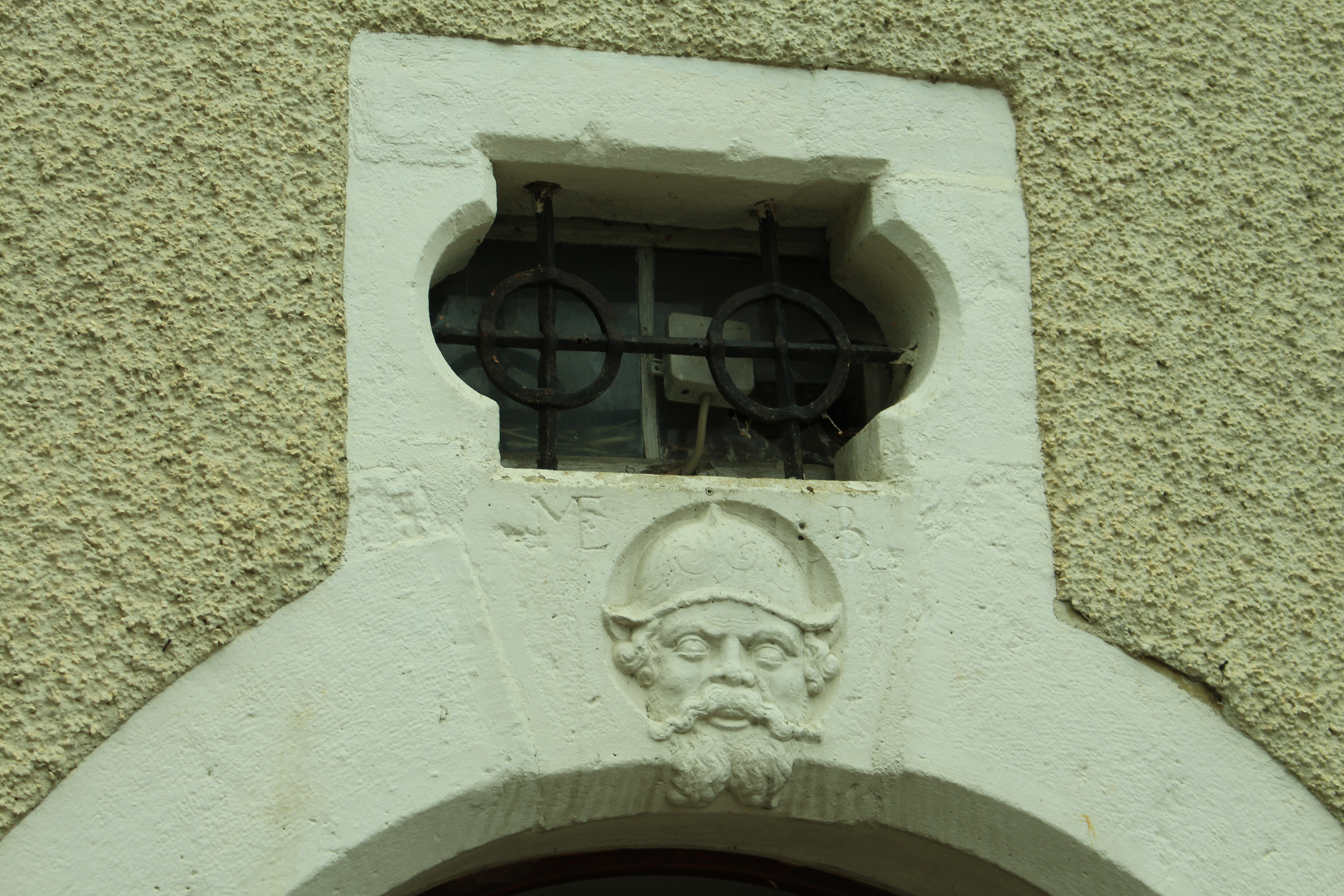
Das Zeichen der Familie Eisenbart, ein bärtiger Mann

Zum damaligen Besitz Eisenbarths gehörten die Weiler bzw. Dörfer Dehlingen, Hohlenstein, Mörtingen, Schweindorf, Kösingen, Frickingen, Katzenstein, Schrezheim und Teile des heutigen Stadtgebietes der Stadt Neresheim. Heute wird die Region mittleres oder auch zentrales Härtsfeld genannt.
Martin Eisenbart(h) und seine Nachfahren handelten mit Getreide, Futtermittel und Kartoffeln. Erst 1943 stellte der Familienbetrieb den Handel mit diesen Versorgungsgütern komplett ein und fokussierte sich nach dem Zweiten Weltkrieg auf den Handel und die Versorgung der Region mit Brenn- und Kraftstoffen, der bis heute besteht.
Die alte Römerstraße bildete den perfekten Versorgungsweg zwischen den Orten Katzenstein und Dehlingen. Die kleine Straße besteht heute noch und ist immer noch ein wichtiger Verbindungsweg zwischen den Orten.
Martin Eisenbart(h) und seine Nachfahren galten als Pioniere in der damaligen alemannischen Land- und Forstwirtschaft. Sie bauten Frisch- und Entwässerungsleitungen in ihre Höfe zur Unterhaltung des Viehs. Die heute noch bestehende Stallungen aus dem Mittelalter sind ein Zeichen des damaligen Pioniergeistes von Eisenbart und seinen Söhnen.
Die Eisenbart(h)s waren die ersten in der alemannischen Region, die in sozialen Wohnraum für landwirtschaftliche Tagelöhner, Pächter, Mägde und Knechte investierten.
Noch heute leben drei Familienzweige, deren Ursprung alle auf die Domäne zurückzuführen ist, auf dem Härtsfeld.
Weitere Erwähnung des Ortes geht auf das Jahr 1144 zurück, als der Ort als „Froltehusen“ erwähnt wurde. Die Endung „-hausen“ deutet darauf hin, dass der Ort in der älteren Ausbauzeit (7. bis 10. Jahrhundert) besiedelt wurde.
Mit der Ersterwähnung wurde das Kloster Zimmern von den Grafen von Dillingen im Ort begabt. Vermutlich war der Ort zu dieser Zeit noch etwas größer. Der Ort wurde nochmals 1253 („Vluoreshusen“) und 1283 („Fruotshuosen“) erwähnt.
Auch das Spital Nördlingen war im Ort begabt, der komplette Ort gelangte jedoch nach 1500 an Oettingen. 1537 kam der Ort wieder zurück an die Abtei Neresheim.

### Zeit des Barock
Beim Erwerb der Reichsstandschaft 1764 gelangte er wieder zurück an Oettingen-WallersteinDomäne.

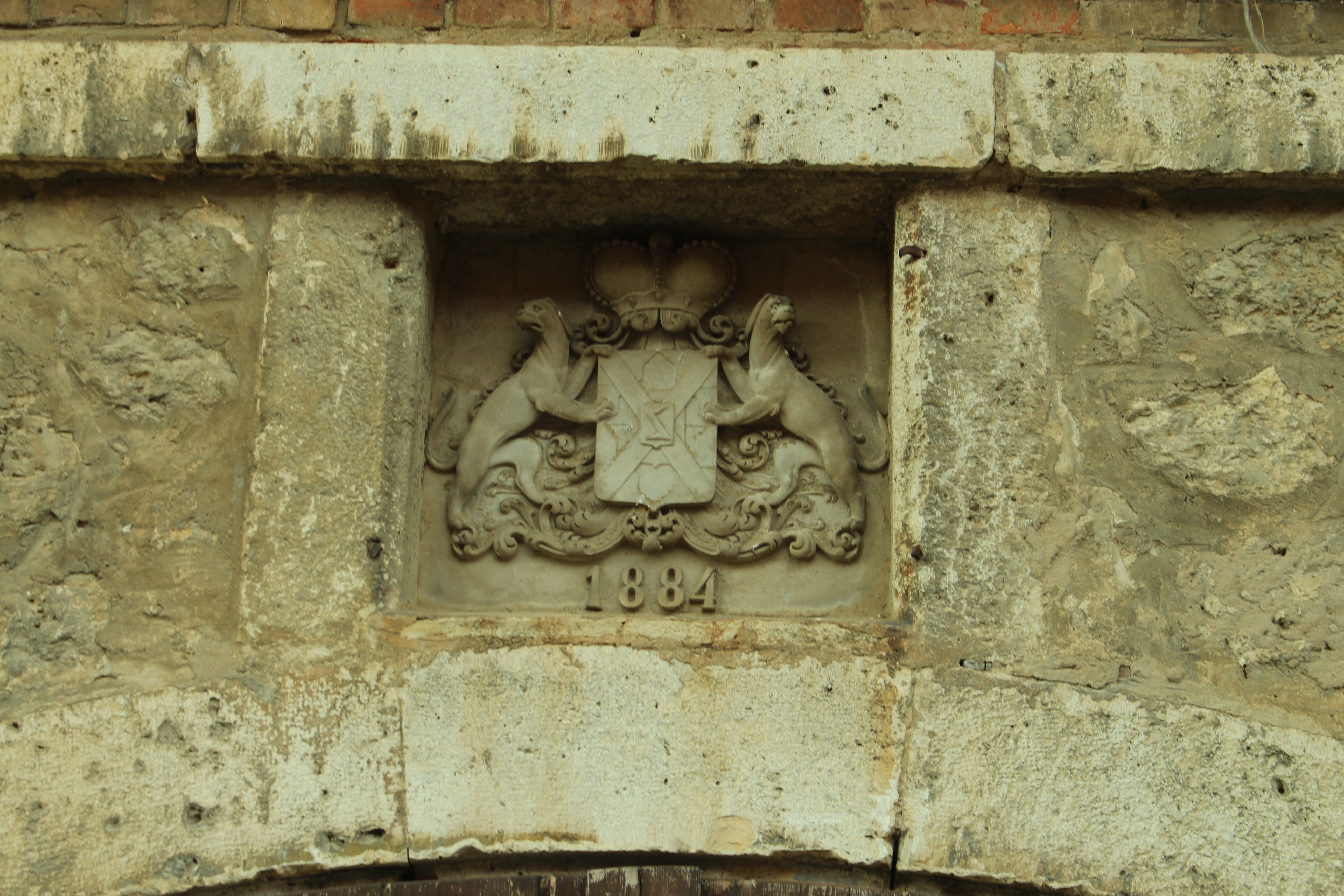
Das Wappen von Oettingen-Wallerstein und das Jahr der Errichtung des Stalls, 1884, zieren das Haupttor des Schafstalls am Fluertshäuser Hof bei Kösingen

Der große Schafstall im Südwesten des Hofguts wurde im Jahr 1884 erbaut, das Wappen von Oettingen-Wallerstein ziert das Haupttor des Stalls. Der imposante Stall ist im unteren Teil wild gemauert und darüber mit Ziegelsteinen künstlerisch gestaltet. Das Dach musste zwischenzeitlich mit neuen Biberschwanzplatten saniert werden.

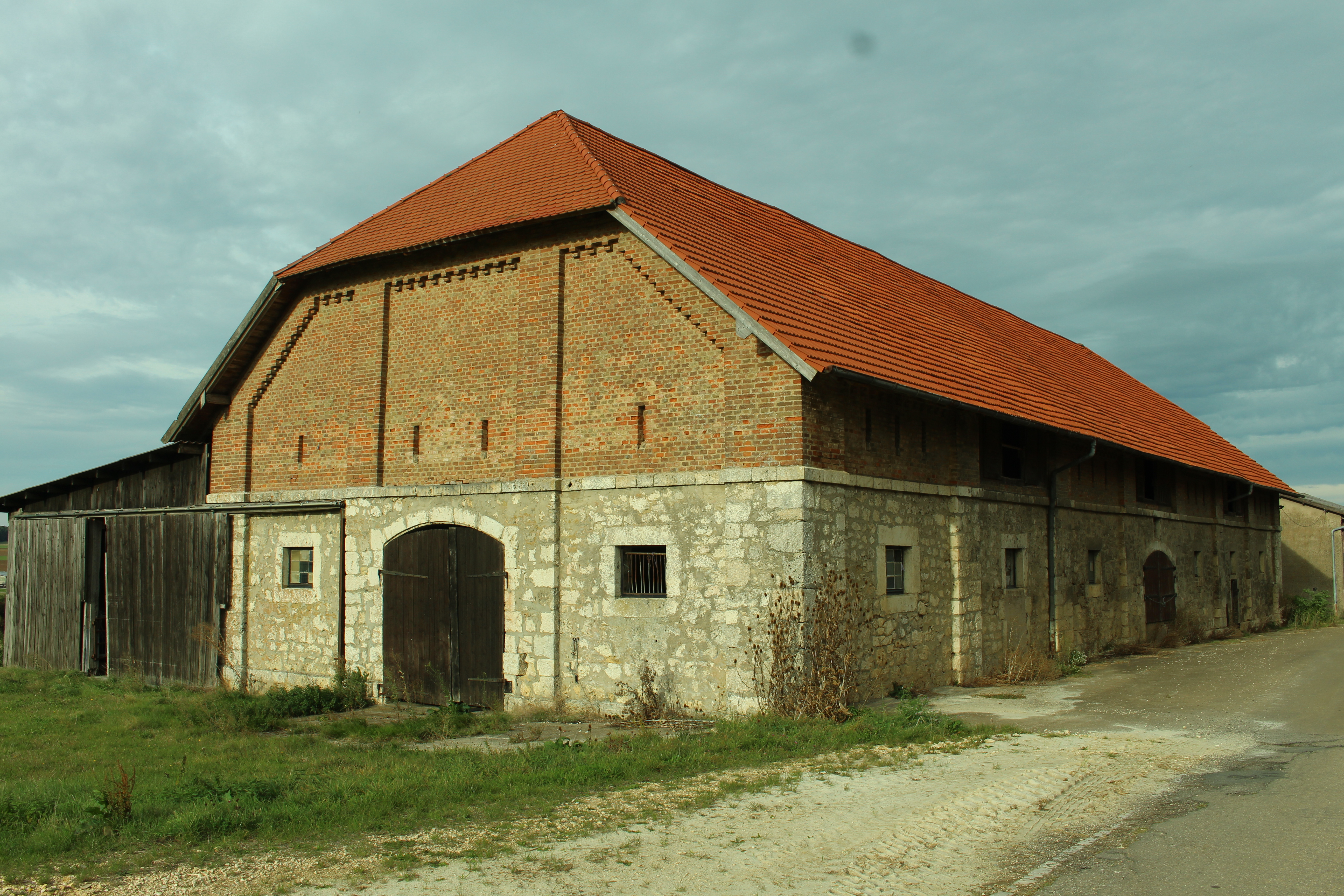
Der Schafstall des Fluertshäuser Hofs aus dem Jahr 1884 ist für einen Stall ein sehr imposantes Gebäude.

### Neuzeit
2020 verkaufte die Fürstenfamilie von Wallerstein die Domäne mit seinen restlichen Ländereien von rund zweihundert Hektar, die an einen regionalen landwirtschaftlichen Betrieb verpachtet wurden, wieder in privaten Familienbesitz.

## Naturdenkmal
In Nähe des Hofes befindet sich als Naturdenkmal eine Hülbe.

## Belege
1. ↑  Der alemannische und fränkische Siedlungsraum, Beiwort, Hans Jänichen. (PDF) In: Historischer Atlas von Baden-Württemberg. Abgerufen am 20. Januar 2023.
2. ↑  81360450042 Hülbe beim Fluertshäuser Hof, auf rips-dienste.lubw.baden-wuerttemberg.de, abgerufen am 10. Oktober 2024